# Takeshi Yonezawa
Takeshi Yonezawa (født 6. februar 1969) er en tidligere japansk fodboldspiller.
Han har spillet for flere forskellige klubber i sin karriere, herunder Júbilo Iwata og Gamba Osaka.